# Psalter-getijdenboek van Ghuiluys de Boisleux
Het Psalter-getijdenboek van Ghuiluys de Boisleux is een verlucht handschrift dat gemaakt werd in Arras omstreeks het midden van de 13e eeuw (ca. 1243-1246). Het is een van de vroegste voorbeelden van het Psalter-getijdenboek. Het handschrift wordt nu bewaard in het in de Morgan Library & Museum in New York als MS M. 730.
Het is een van de eerste boeken voor privédevotie die gemaakt werden voor een dame van adel, Ghuiluys de Boisleux, die geen koningin was.

## Beschrijving
Het handschrift is samengesteld uit 251 perkamenten folia. De folia meten 197 bij 147 mm. De tekst is geschreven in een kolom van 111 bij 88 mm, met 20 lijnen per blad. De versierde hoofdletters (ca. 5,5 bij 5,5 mm) springen uit de tekst naar voor. De tekst is geschreven in een gotische textura. Er waren twee schrijvers bij de totstandkoming van het manuscript betrokken. De eerste schreef tamelijk smalle letters, dicht op elkaar met een tendens naar cursiva; hij was verantwoordelijk voor het grootste deel van het handschrift. De tweede had een meer afgerond en breder schrift; hij schreef voornamelijk de teksten in het Picardisch.
Het handschrift bevat 31 volbladminiaturen op twee na in vier afbeeldingen verdeeld, 11 grote gehistorieerde initialen, 24 kalender illustraties, marginalia en grotesken. In de vroege 14e eeuw werd er en een miniatuur overschilderd op f14v en een gehistorieerde initiaal toegevoegd op f214r door een kunstenaar uit Lombardije.

## Herkomst
De kalender is opgesteld voor gebruik van Arras.
Het handschrift werd besteld door, of alleszins voor Ghuiluys de Boisleux . Het werd waarschijnlijk gemaakt tussen 1243, de begindatum van de tabel met de maanstanden op f7r, en 1246, de huwelijksdatum van Ghuiluys de Boisleux en Jean de Neuville-Vitasse. De wapens van de originele eigenaars komen veelvuldig voorin de versiering van de tekst en vrij prominent op de folia 17v en 129r bovenaan.
Een afbeelding van de opdrachtgevers werd geschilderd op f17r, maar werd later overschilderd met het portret van keizerin Catharina van Courtenay, echtgenote van Karel van Valois. Het boek was via de Neuvilles terechtgekomen bij de Courtenays, keizers van het Latijnse Keizerrijk. Daarna kwam het in het bezit van de Italiaanse familie Paleologo di Montferrato. In 1481, was het in de handen van Teodoro Paleologo, wiens naam we terugvinden op f250v. Na hem zijn er geen gegevens meer over de lotgevallen van het manuscript tot het opduikt bij de verkoop van de verzameling van Benjamin Heywood Bright in Londen bij Sotheby's op 18 juni 1844, waar het gekocht werd door Thomas Brodd, een boekhandelaar. Die verkocht het aan w:e:Robert Stayner Holford. van wie het overging op George Lindsay Holford. In 1927 werd het aangekocht door de Morgan Library, deel van het huidige Pierpont Morgan Museum.

## Inhoud
Dit boek is een mooi voorbeeld van een 13e-eeuws psalter-getijdenboek dat de psalmen, de Mariagetijden en andere gebeden combineerde en zijn eigenaar een compleet boek voor de privédevotie verschafte. 
Het boek bevat:
- ff. 1r-6v: Kalender (voor gebruik[4] van Arras)
- ff. 7r-8r: Berekeningstabellen voor de maanstanden vanaf 1243, de nunerus aureus en de vaste feestdagen
- ff. 9r-17v: Beeldencyclus voor het psalter
- ff18r-f172v: Psalmen en kantieken.
- ff. 173r-203v: Dodenofficie voor gebruik van Arras
- ff. 203r-213v: Getijden van de Heilige Geest
- ff. 214r-251v: Kleine Officie van Onze Lieve Vrouw

## Verluchting
De stijl van de miniaturen is direct en levendig. De energetische figuren werden geschilderd op een gouden of blauwe achtergrond. Gevechtsscènes met talrijke soldaten of prenten met veel personages worden klaar en duidelijk geschilderd in een zeer beperkte ruimte van nauwelijks 5 bij 4 cm. De meeste miniaturen zijn van een hand, alleen de miniaturen op f17r, f128r en f128v zijn van een andere artiest en ze zijn minder delicaat dan de miniaturen in de rest van het werk. De miniaturist gebruikte vooral blauw, een reeks variaties op rood, groen en zilver als hoofdkleuren. Het haar van de figuren is meestal blond. De expressie van de figuren wordt geaccentueerd door de korte puntige neuzen die ze meekregen.
De versierde initialen die soms over de ganse marge uitlopen zijn vrij opmerkelijk. De kunstenaar versierd ze met levendige drolerieën, dikwijls bestaande uit naakte atleten, acrobaten en vechtende figuren.

### Beeldencyclus
De beeldencyclus die het psalter voorafgaat, bestaat uit 17 volbladminiaturen, waarvan 16 met vier fragmenten, die de schepping, de geschiedenis van Adam en Eva en de lotgevallen van Kaïn en Abel uit het Oude Testament beschrijven (f9r-f11r). Vervolgens komen het leven van Maria, de passie van Christus, de verrijzenis, de hemelvaart en Pinksteren aan bod. De serie eindigt met een volbladminiatuur van de Boom van Jesse op f17r.
Op f. 17v vindt men een eigenaarportret van Catherine van Courtenay met haar vier kinderen en haar echtgenoot in gebed voor de Madonna met Kind. Dit is een latere overschildering van het originele eigenaarportret met Ghuiluys de Boisleux en haar echtgenoot, waarschijnlijk in gebed voor een gekruisigde Christus.

### Kalender
De kalender bevat een bladzijde per maand. Hij bestaat uit de klassieke elementen. Elke pagina heeft vijf kolommen met het numerus aureus (1), de zondagsletter (2), het nummer (3) en type (4) van de dag uitgedrukt volgens het Romeinse systeem met kalenden, nonen en iden. De vijfde kolom bevat de heilige die op die dag herdacht wordt of het vaste feest dat die dag gevierd wordt. Elke bladzijde is versierd met twee kleine miniaturen aan de rechterzijde van de tabel. Bovenaan zien we een afbeelding van de activiteiten van de maand, onderaan het symbool van de dierenriem.

### Psalmen
Het psalter is onderverdeeld in acht secties (beginnend met psalm 1, 26, 38, 52, 68, 80, 97 en 109). Elke sectie wordt ingeleid met een aantal miniaturen die voorafgegaan worden door een beschrijving van de getoonde taferelen, geschreven in een Picardisch dialect. Dan volgt een grote gehistorieerde initiaal die op haar beurt telkens is opgedeeld in twee taferelen. Hierop volgen de psalmen die telkens beginnen met een grote versierde initiaal en waarvan de versalen ook zijn versierd. Het detail volgt hierna.
- ff 18r-18v: Beschrijving van de inhoud van de tien volgende taferelen
- ff. 19r-19v: Twee volbladminiaturen met telkens vier afbeeldingen
  - David wordt uitgekozen door Samuel (1 Samuel 16:6-12))
  - David wordt gezalfd door Saul  (1 Samuel 16:13)
  - De jonge David verslaat een leeuw en een beer  (1 Samuel 17:34-36)
  - Gevecht tussen David en Goliath (1 Samuel 17:49)
  - David onthoofdt Goliath (1 Samuel 17:51)
  - David brengt het hoofd van Goliath bij Saul (1 Samuel 17:57)
  - David wordt gehuldigd door het volk (1 Samuel 18:6-7)
  - David wordt benoemd tot legeraanvoerder (1 Samuel 18:13)
- f. 20r. Gehistorieerde initiaal ‘B’ (bij psalm 1: Beatus vir) 
  - Het huwelijk van David en Michal (1 Samuel 18:27)
  - David speelt harp spelend voor Saul (1 Samuel 16:23).
- ff. 20v-38v: De psalmen 1-25

- f. 38v: Beschrijving van de inhoud  van de zes volgende taferelen
- f. 39r: Volbladminiatuur met vier afbeeldingen
  - Saul gooit een speer naar David (1 Samuel 19:9-10)
  - David vlucht uit zijn huis voor Saul (1 Samuel 19:11-12)
  - David bij de priester Achimelech te Nob (1 Samuel 21:3-6, 8-9)
  - Doëg beschuldigt Achimelech van hulp aan David voor Saul (1 Samuel 22:9-10)
  - f. 39v: Gehistorieerde initiaal ‘D’ (bij psalm 26: Dominus illuminatio mea)
  - Achimelech wordt terechtgesteld (1 Samuel 22:18-19)
  - David vecht tegen de Filistijnen (1 Samuel 23:5)
- ff. 40r-53r: psalmen 26-37

- ff. 52r-52v: Beschrijving van de inhoud van de acht volgende taferelen
- f. 53r: Volbladminiatuur met twee taferelen
  - David achtervolgd door Saul  (1 Samuel 23:26-27)
  - Saul keert terug om de Filistijnen te bevechten (1 Samuel 23:28)
- f. 53v: Volbladminiatuur met in vier taferelen
  - David in En-Gedi; snijdt een stuk af van de mantel van Saul (1 Samuel 24:1-5)
  - David in En-Gedi: toont Saul het stuk van zijn mantel (1 Samuel 24:9-12)
  - David zweert trouw aan Saul (1 Samuel 24:22-23)
  - David zendt boodschappers naar Nabal (1 Samuel 25:5-8)
- f. 54r: Gehistorieerde initiaal ‘D’ (bij psalm 38: Dixit custodiam vias meas)
  - Nabal wordt begroet door de boodschappers van David (1 Samuel 25:9-11)
  - Davids boodschappers keren terug van Nabal (1 Samuel 25:12)
- ff. 54v-65v: Psalmen 38-51

- ff. 65v-66r: Beschrijving van de inhoud van de zes volgende taferelen
- f. 66r: Volbladminiatuur verdeeld in vier taferelen
  - David wordt begroet door  Abigaïl  (1 Samuel 25:18-20, 23-35)
  - De bekentenis van Abigaïl aan haar man Nabal (1 Samuel 25:37)
  - Nabal sterft (1 Samuel 25:38)
  - David vraagt Abigaïl bij hem (1 Samuel 25:41-42)
- f. 66v: Gehistorieerde initiaal ‘D’ (bij psalm 52: Dixit insipiens in cordo suo)
  - David steelt de speer van Saul (1 Samuel 26:7-12)
  - David brengt de speer van Saul terug (1 Samuel 26:13-25)
- ff. 67r-77v; Psalmen 52-67

- ff. 77v-78r: Beschrijving van de inhoud van de zes volgende taferelen
- f. 78r: Volbladminiatuur verdeeld in drie taferelen
  - De slag van Saul bij de  berg Gilboa(1 Samuel 31:4-6, 7-10)
  - David verneemt Sauls dood en straft  de Amalekiet (2 Samuel 1:2-10, 13-16)
  - David reist naar Hebron (2 Samuel 2:2)
- f. 78v: Gehistorieerde initiaal ‘S’ (bij psalm 68: Salve me fac)
  - David wordt tot koning van Juda gezalfd (2 Samuel 2:4)
  - Isboset wordt tot koning gekroond over de rest van Israël (2 Samuel 2:8-9)
- ff. 79r-93v; Psalmen 68-79

- ff. 93v-94v: Beschrijving van de inhoud van de zes volgende taferelen
- f. 94r: Volbladminiatuur verdeeld in vier taferelen
  - Strijd tussen de Isboset en David(2 Samuel 3:1)
  - De moord op Isboset (2 Samuel 4:5-7)
  - Het hoofd van Isboset wordt naar David gebracht (2 Samuel 4:8)
  - David wordt gezalfd tot koning van Israël (2 Samuel 5:3)
- f. 94v: Gehistorieerde initiaal ‘E’ (bij psalm 80; Exultate Deo adjutari nostro)
  - Davids strijd tegen Sion (2 Samuel 5:6-8)
  - David bouwt een paleis (2 Samuel 5:11)
- ff. 95r-108v; Psalmen 80-96

- f. 108v: Beschrijving van de inhoud van de twee volgende taferelen
- f. 109r: Volbladminiatuur verdeeld in twee taferelen
  - David laat de Ark van het Verbond brengen (2 Samuel 6:1-7)
  - David bespied de badende Batseba (2 Samuel 11:2-4)
- f. 109v: Gehistorieerde initiaal ‘C’ (bij psalm 97: Cantate Domino canticum novum)
  - David met Batseba in bed (2 Samuel 11:4)
  - David zend Uria naar Joab om hem te laten sneuvelen en Davids huwelijk met Batseba (2 Samuel 11:14, 27)
- ff. 110r-125v; Psalmen 97-108

- ff. 125v-127r: Beschrijving van de inhoud van de achttien volgende taferelen
- f. 127r-129r: Vier volbladminiaturen telkens verdeeld in vier taferelen
  - David ontvangt Absalom (2 Samuel 14:33)
  - Absalom brengt een offer(2 Samuel 15:7-11)
  - David vlucht voor Absalom (2 Samuel 15:16, 23-24)
  - Absalom met Davids concubines (2 Samuel 16:22)
  - David steekt de Jordaan over (2 Samuel 17:22)
  - David verdeelt zijn troepen (2 Samuel 18:1-2)
  - De slag tegen Absalom(2 Samuel 18:6-7)
  - De dood van Absalom(2 Samuel 18:14)
  - Absaloms lijk wordt in een put geworpen (2 Samuel 18:17)
  - David keert terug naar Jeruzalem (2 Samuel 19:40)
  - David en Abisag (1 Koningen 1:3-4)
  - Adonia neemt de macht over (1 Koningen 1:5)
  - Adonia aan de feestdis (1 Koningen 1:9)
  - David berispt door Batseba (1 Koningen 1:15-31)
  - David laat Salomo roepen (1 Koningen 1:32-35)
  - Salomo komt aan bij David (1 Koningen 1:38)
- f. 129v: Gehistorieerde initiaal ‘D’ (bij psalm 109: Dixit dominus domino meo)
  - Salomo wordt gekroond (1 Koningen 2:1-9, 12)
  - De vlucht van Adonia (1 Koningen 1:50)
- ff. 130r-157r; Psalmen 109-150

- ff. 158v-168v: Kantieken en gebeden

Bij de kantieken en gebeden zijn er geen verluchte initialen, wel grote versierde initialen verder uitgewerkt in de bladrand bij het begin van elk gebed.
- ff. 169r-172v: Litanie van alle heiligen en gebeden

Bij de litanie is er geen specifieke extra verluchting.

## Getijdengedeelte
Het dodenofficie, de getijden van de Heilige geest en de Mariagetijden zijn veel minder uitbundig geïllustreerd dan het psalter. Ze beginnen elk met een grote gehistorieerde initiaal maar verder zijn er alleen de grote initialen bij het begin van tekstonderdelen, die uitgewerkt worden in de marge en soms de volledige marge vullen. De tekst is versierd met geschilderde hoofdletters en lijnvullers zoals dat ook in het psalter was. Ook bij het begin van de gebedsstonden in de Mariagetijden zijn geen bijzondere visuele kenmerken aangebracht op de versierde hoofdletter ‘D’ na.
De gehistorieerde initialen zijn:
- f. 173r: Dodenofficie: een dode op zijn sterfbed omringd door rouwende vrouwen,
- f. 203v: De H. Geestgetijden: de Heilige Drievuldigheid als genadestoel
- f. 214r: Mariagetijden: Catherine van Courtenay geknield, biddend voor een getroonde madonna met Kind.